# Yuki Enterprise
 (juillet 2015).
Si vous disposez d'ouvrages ou d'articles de référence ou si vous connaissez des sites web de qualité traitant du thème abordé ici, merci de compléter l'article en donnant les références utiles à sa vérifiabilité et en les liant à la section « Notes et références ».
Yuki Enterprise est une société japonaise de développement et d'édition de jeux vidéo et de logiciel, fondée en 1999, basé dans la préfecture de Saitama.

## Histoire
Entre 1999 et 2006, Yuki Enterprise développe différents jeux sur PlayStation 2 (comme Morita Shogi) sur PlayStation, PSP, Xbox 360, Dreamcast, Neo-Geo MVS, Game Boy Advance, WonderSwan et des jeux PC sur Windows. L'entreprise développe aussi différents jeux sur support mobile pour BREW, Vodafone, US Sprint, KDDI.
En avril 1999, l'entreprise passe un accord éditeur avec Sony Computer Entertainment pour la PlayStation.
En juin 1999, l'entreprise passe un contrat éditeur avec SEGA pour la Dreamcast.
En juillet 1999, l'entreprise signe un contrat tiers avec Bandai pour la WonderSwan.
En juillet 2003, l'entreprise passe un accord éditeur avec Sony Computer Entertainment pour la PlayStation 2.
En septembre 2005, l'entreprise passe un accord de licence du kit de développement avec Microsoft.
En mars 2006, l'entreprise passe un accord éditeur avec Sony Computer Entertainment pour la PSP.
Fin 2006, Yuki Enterprise et Atlus transfèrent les droits d'exploitation du jeu Arcana Heart à EXAMU qui développent une série de jeux avec cette licence.
En 2007, Yuki Enterprise devient EXAMU.

## Jeux
- The Mahjong (2013)[4]
- The Mahjong (2008)[4]
- Morita Shôgi DS (février 2007)[4]
- Samurai Shodown V Special (juillet 2004)[4]
- Ultimate Mind Games (juin 2004)[4]
- Samurai Shodown V (décembre 2003)[4]
- The Reversi 2 (octobre 2000)[4]